# 1744 a tudományban
Az 1744. év a tudományban és a technikában.

## Díjak
- Copley-érem: Henry Baker

## Születések
- július 22. – Johann Christian Polycarp Erxleben († 1777)
- augusztus 1. – Jean-Baptiste Lamarck zoológus († 1829)

## Halálozások
- április 25. – Anders Celsius csillagász (* 1701)